# Gli angeli del quartiere
Gli angeli del quartiere è un film del 1952 diretto da Carlo Borghesio.